# Záchytný tábor Dobova
Záchytný tábor Dobova (slovinsky Spremnji centar Dobova) se nachází v blízkosti stejnojmenného sídla na chorvatsko-slovinské hranici. Byl vybudován dne 26. října 2015 v souvislosti s evropskou migrační krizí.
Tábor slouží pro ty migranty a uprchlíky, kteří přicházejí do Slovinska od chorvatského Záhřebu a města Harmica. Má kapacitu 700 lidí a vzniká na místě železničního hraničního přechodu (mezi obcemi Dobova ze slovinské strany a Harmica z chorvatské). Stanové městečko zde bylo vystavěno během několika dní. Tábor nechaly zbudovat jednotky slovinské civilní obrany.